# Jeff Lamp
Jeffrey Alan Lamp (ur. 9 marca 1959 w Minneapolis) – amerykański koszykarz, występujący na pozycjach rzucającego obrońcy oraz niskiego skrzydłowego, mistrz NBA z 1988 roku.

## Osiągnięcia
Na podstawie, o ile nie zaznaczono inaczej.
NCAA
- Uczestnik rozgrywek final four turnieju NCAA (1981)
- Mistrz:
  - turnieju National Invitation Tournament (NIT – 1980)
  - sezonu regularnego konferencji Atlantic Coast (ACC – 1981)
- Zaliczony do:
  - I składu:
    - konferencji ACC (1979, 1981)
    - NCAA Final Four (1981 przez Associated Press)[3]

  - II składu All-American (1981)
  - III składu All-American (1980 przez United Press International)
- Klub Virginia Cavaliers zastrzegł należący do niego numer 3

NBA
- Mistrz NBA (1988)[4]
- Wicemistrz NBA (1989)[4]

Inne
- MVP:
  - miesiąca ACB (listopad, grudzień 1991, marzec 1992)
  - tygodnia ACB (1.12.1991, 22.12.1991, 15.03.1992, 27.12.1992)
- Uczestnik meczu gwiazd ligi:
  - włoskiej (1986)
  - hiszpańskiej (1991)